# Лёд IV

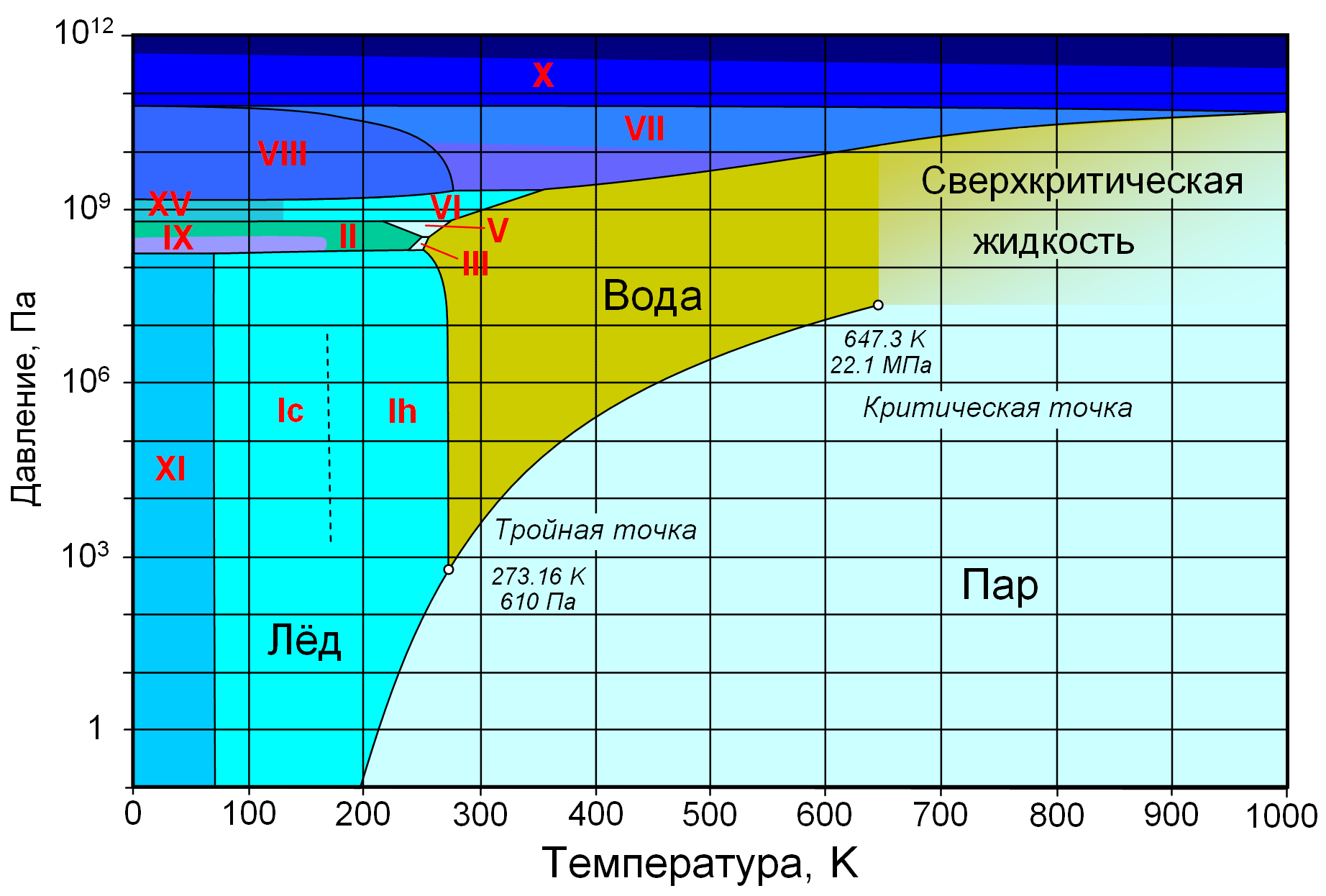
Фазовая диаграмма воды

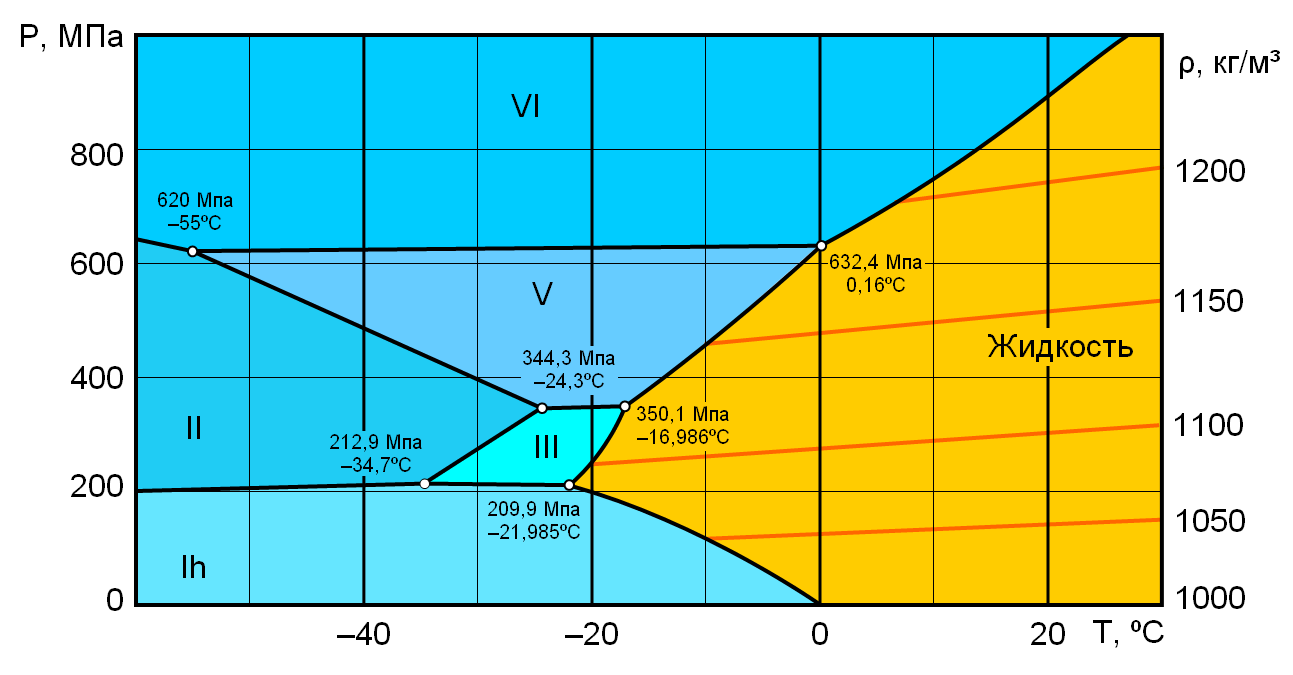
Фрагмент фазовой диаграммы воды

Лёд IV — метастабильная тригональная кристаллическая разновидность водного льда. Трудно образуется без нуклеирующей затравки. Можно получить, медленно нагревая (0,4 K/мин) аморфный лёд высокой плотности от температуры 145 К при постоянном давлении 0,81 ГПа
(при более высокой скорости нагрева, порядка 15 K/мин, образуется преимущественно лёд XII).
Плотность льда IV при 0,81 GPa давлении составляет 1,27 г/см³.
Обычный водный лёд относится по номенклатуре Бриджмена ко льду Ih. В лабораторных условиях (при разных температурах и давлениях) были созданы разные модификации льда: от льда II до льда XIX.